# مصنعه
شهرستان مصنعه (به عربی:  ولایة المصنعة ) یکی از شهرستانهای استان باطنه جنوبی در منطقهٔ باطنه در کشور پادشاهی عمان است.

## جمعیت
جمعیت آن در حدود ۵۰۰۰۰ هزار نفر می‌باشد.